# Miclești (okręg Vaslui)
Miclești – wieś w Rumunii, w okręgu Vaslui, w gminie Miclești. W 2011 roku liczyła 975 mieszkańców.